# Rojo (groupe)
Pour les articles homonymes, voir Rojo.
Rojo, est un groupe de rock chrétien évangélique mexicain, originaire de Hermosillo. Il est formé en 1999 avec le chanteur Emmanuel Espinosa, sa femme Linda Moreno Espinosa, Oswaldo Burruel et Ruben Gonzalez. 
Depuis 2001, Rojo compte neuf albums. Rojo remporte plusieurs prix, principalement des Premios Arpa (en 2003, 2004, 2007, 2009) et des nominations au Latin Grammy Award et au GMA Dove Awards. Le groupe se retire en 2013, avant de faire un retour en 2017.

## Biographie

### Débuts et succès
Le groupe est formé en 1999 par Emmanuel Espinosa, à Hermosillo, au Mexique. Espinosa est compositeur, bassiste, chanteur et producteur. Il faisait partie des choristes qui accompagnaient Marcos Witt, fondateur et directeur des CanZion produccions. Après quelque temps, il décide d'entreprendre un projet personnel nommé Rojo.
Le groupe accueillera Linda Moreno Espinosa, (sa femme, en remplacement de sa sœur Annette Moreno qui a quitté le groupe après leur premier album studio), le guitariste et producteur, Oswaldo Burruel et le batteur Ruben Gonzalez.  
Ils ont fait leur première apparition en 2000 à Los Angeles, États-Unis, dans un Congrès jeunesse Generación Nueva organisé par Luis Enrique Espinoza (frère de l'un des membres). Ils entameront alors plusieurs participations dans divers pays d'Amérique.  Puis après un premier single, No me avergüenzo, le groupe lance son premier album, Rojo en 2001. Le soutien de CanZion produccions les aidera à se faire une place sur le marché. Le groupe produit plusieurs albums au fil des années. En 2009, deux ans après le dernier album, arrivera Apasionado por ti.

### Séparation
En 2010, ils enregistrent leur dernier single au Sénégal, Brillarás. 
Le groupe, annonce en 2012, son retrait de la scène après une tournée intitulée Tour aDios Gracias passant par le Pérou, la Bolivie, le Venezuela, l'Équateur, le Mexique et la Colombie, entre autres. Le 26 octobre 2013 était la dernière présentation de Rojo à Orlando (États-Unis), durant une Convention de leadership pour les jeunes, à l'hôtel Hilton Double Tree Universal.
En septembre 2015, le groupe effectue un retour lors d’un festival à Buenos aires, Argentine . par la suite, deux ans plus tard, le groupe revient en 2017.

## Discographie
- 2001 : Rojo
- 2003 : 24.7
- 2004 : Dia de independencia
- 2007 : Con el corazón en la mano
- 2009 : Apasionado por ti

### Éditions spéciales
- 2006 : Edición Especial
- 2006 : Navidad
- 2008 : Remixes y más
- 2010 : Rojo 10 años

### Productions vidéos
- 2005 : Rojo Pasaporte
- 2007 : Rojo en vivo
- 2008 : Con el Corazón Tour en vivo
- 2010 : Rojo 10 Años (DVD)